# Giovanni Antonio Gallo
Giovanni Antonio Gallo (falecido em 1543) foi um prelado católico romano que serviu como bispo de Calvi Risorta de 1519 a 1543.

## Biografia
No dia 9 de agosto de 1519, Giovanni Antonio Gallo foi nomeado pelo Papa Leão X como Bispo de Calvi Risorta. Serviu como Bispo de Calvi Risorta até à sua morte em 1543.